# Приклад (риторика)
Приклад (також парадигма) — поняття, що розглядається в риториці. Для Квінтіліана приклад є одним з доповнень, наочних доказів до висловлення, або згадкою корисного, справжнього або нібито існуючого зразка переконання того, що визначено тобою одним. Правда, на відміну від доказів, зв'язок з предметом обговорення повинен бути встановлений спочатку автором або оратором.
Риторика розрізняє три типи прикладів:
- Приклад з сучасності, тобто з сучасного контексту;
- Приклад з історії;
- поетичний приклад. Так, у вірші Фрейліграта «Гамлет» (1844), що починається рядком Німеччина - це Гамлет, нерішучий Гамлет порівнюється з політичною ситуацією  доберезневого періоду  Німеччини.